# Epirrhoe myokosana
Epirrhoe myokosana är en fjärilsart som beskrevs av Felix Bryk 1948. Epirrhoe myokosana ingår i släktet Epirrhoe och familjen mätare. Inga underarter finns listade i Catalogue of Life.